# Protolapska
Protolapska är ett hypotetiskt språk (eller en grupp av besläktade språk) som kan ha talats i Sápmi (norra Skandinavien) av befolkningar som bidragit genetiskt och språkligt till de nuvarande samiska folken. Teorin förespråkades framför allt av språkvetaren K.B. Wiklund i början av 1900-talet. Den vann dock inte särskilt många anhängare och blev så småningom dödförklarad. Under 2000-talet har teorin blivit intressant igen.

## Svårtolkade ord i samiskan
Anledningen till att K.B. Wiklund menade att samerna tidigare skulle ha talat ett annat språk var att han i samiskan tyckte sig finna spår av ett okänt språk i form av ord som inte verkade vara besläktade med andra finsk-ugriska språk. Dit hörde exempelvis det samiska ordet för vatten, čáhci, som är helt annorlunda än finskans vesi. Ortnamnet Luleå var enligt Wiklunds uppfattning också en protolapsk relikt. Även många andra ortnamn i Lappmarken, som Sulitelma och Abisko, skulle enligt Wiklund kunna vara relikter från den protolapska tiden. Först senare skulle samerna ha bytt ut sitt ursprungliga språk mot det nuvarande, tillhörande den finsk-ugriska språkgruppen.
Andra språkforskare tyckte sig finna likheter mellan protolapska och samojediska, men detta har kunnat motbevisas.

## En dödförklarad teori lever upp
Teorin om protolapskan var under en period dödförklarad. Under 2000-talet har den emellertid tagits till heders igen. Eftersom det har bott människor i Fennoskandien sedan omkring 12 000 år tillbaka, medan det uraliska urspråket på sin höjd kan vara hälften så gammalt, måste Fennoskandiens tidigaste invånare rimligen ha talat ett språk från en annan språkfamilj. Den finländske språkforskaren Ante Aikio har valt att på engelska kalla det språk som föregick samiskan för "Palaeo-Laplandic", vilket skulle kunna översättas med "fornlappländska". Han har påpekat att det finns många fler ord av okänt ursprung i samiskan än vad K.B. Wiklund uppgivit, inte minst i ortnamn. Vilken språkgrupp fornlappländskan skulle tillhöra är dock fortfarande okänt.
DNA-forskning har också visat att samerna har ett annat ursprung än finnarna.

## Protolapska och protosamiska
Protolapska ska inte förväxla med protosamiska, som är en beteckning på en mycket tidig form av samiska som i viss utsträckning kan rekonstrueras av språkforskare. Detta språk hörde till den finsk-ugriska familjen och var nära släkt med protofinska.